# Gornje Podotočje
Gornje Podotočje – wieś w Chorwacji, w żupanii zagrzebskiej, w mieście Velika Gorica. W 2011 roku liczyła 491 mieszkańców.